# Bluey
Bluey ist eine australische Animationsserie für Vorschulkinder, die am 1. Oktober 2018 erstmals auf ABC Kids ausgestrahlt wurde. Das Programm wurde von Joe Brumm mit der Produktionsfirma Ludo Studio aus Queensland entwickelt. Sie wurde gemeinsam von der Australian Broadcasting Corporation und der British Broadcasting Corporation in Auftrag gegeben, wobei BBC Studios die weltweiten Vertriebs- und Merchandising-Rechte hält. Die Serie feierte 2019 ihre Premiere auf Disney Junior in Deutschland und wurde international auf Disney+ veröffentlicht.
Die Serie folgt Bluey, einer zu Beginn sechsjährigen, anthropomorphen Blue-Heeler-Hündin, die sich durch ihre große Energie, Fantasie und Neugier über die Welt auszeichnet. Die junge Hündin lebt mit ihrem Vater Bandit, ihrer Mutter Chilli und ihrer jüngeren Schwester Bingo zusammen, die Bluey regelmäßig bei ihren Abenteuern begleitet, wenn die beiden zusammen fantasievoll spielen. Andere Figuren repräsentieren jeweils eine andere Hunderasse. Zu den übergreifenden Themen gehören die Familie, das Erwachsenwerden und die australische Kultur. Die Sendung wurde in Queensland entwickelt und produziert, dessen Hauptstadt Brisbane als Kulisse für die Serie fungiert.
Bluey hat in Australien sowohl im Fernsehen als auch bei Video-on-Demand-Diensten konstant hohe Einschaltquoten erzielt. Die Sendung hat die Entwicklung von Merchandising-Artikeln und einer Bühnenshow mit den Charakteren der Serie beeinflusst. Bluey wurde mit zwei Logie Awards ausgezeichnet, beides Mal für das herausragendste Kinderprogramm sowie mit einem International Emmy Kids Award. Sie wurde von Fernsehkritikern für die Darstellung eines modernen Familienalltags, konstruktive Erziehungsbotschaften und die Rolle von Bandit als positive Vaterfigur gelobt.

## Figuren
Die Kindercharaktere von Bluey werden im englischen Original von den Kindern des Produktionsteams der Sendung gesprochen und werden nicht als Synchronsprecher aufgeführt.

### Hauptfiguren
- Bluey Cristine Heeler (gesprochen von Mila Alani Schramm im Deutschen), eine sechsjährige (später siebenjährige)[3] Blue-Heeler-Welpin. Sie ist neugierig und energisch.
- Bingo Heeler (gesprochen von Bonny von Lenski im Deutschen), die vierjährige (später fünfjährige)[4] jüngere Schwester von Bluey, eine Red-Heeler-Welpin.
- Bandit Custard Heeler/Dad (gesprochen von David McCormack im original und Bernhard Völger im Deutschen),[5] der Blue-Heeler-Vater von Bluey und Bingo, der häufig mit seinen Kindern spielt und als Archäologe arbeitet.[2]
- Chilli Heeler/Mum (gesprochen von Melanie Zanetti im original und Anna Carlsson im Deutschen),[6] die Red Heeler-Mutter von Bluey und Bingo, die in Teilzeit bei der Flughafensicherheit arbeitet.[2]

### Nebenfiguren
- Muffin Cupcake Heeler (gesprochen von Frieda Rudolph im Deutschen), die dreijährige Cousine von Bluey und Bingo, die ihre Meinung sagt und leicht zu Wutausbrüchen neigt.[7]
- Socks Heeler (gesprochen von Marie-Luise Schramm im Deutschen), die einjährige Cousine von Bluey und Bingo und Schwester von Muffin, die mit der Zeit lernt, auf zwei Beinen zu laufen und zu sprechen.
- Chloe (gesprochen von Saskia Glück im Deutschen), eine freundliche und sanfte Dalmatinerhündin, die Blueys beste Freundin ist. Sie interessiert sich für Wissenschaft.
- Lucky (gesprochen von Nikita Steinert im Deutschen), ein energiegeladener goldener Labrador, der Blueys Nachbarhund ist. Er liebt Sport und spielt gerne mit seinem Vater. Er hat einen jüngeren Bruder namens Chucky.
- Honey (gesprochen von Eleni Breitfeld im Deutschen), eine aufmerksame Beaglehündin, die Blueys Freundin ist. Sie ist manchmal schüchtern und braucht Ermutigung, um sich voll einzubringen.
- Mackenzie (gesprochen von Francis Fanselow im Deutschen), ein abenteuerlustiger Border-Collie, der Blueys Schulfreund ist und ursprünglich aus Neuseeland stammt.
- Coco (gesprochen von Lanja Greim im Deutschen), eine rosa Pudelhündin, die Blueys Freundin ist. Sie ist manchmal ungeduldig, wenn es um Spiele geht.
- Snickers (gesprochen von Karl Lacdao im Deutschen), ein Dackel, der ein Freund von Bluey ist. Er interessiert sich für die Wissenschaft und ist bekannt für seine kurzen Beine, mit denen er nicht besonders schnell laufen kann.
- Rusty (gesprochen von Emile Ismailov im Deutschen), ein Red Kelpie aus dem „Busch“. Er liebt den Sport Cricket und sein Vater ist bei der Armee. Er hat einen älteren Bruder namens Digger und eine kleine Schwester namens Dusty.
- Indy (gesprochen von Charlotte Boon im Deutschen), ein fantasievoller und frei sprechender Afghanischer Windhund.
- Winton (gesprochen von Tiziano Fiedler im Deutschen) ist Blueys Schulfreund und eine englische Bulldogge, was ihn seiner Meinung nach „sehr gehorsam“ macht.
- Judo (gesprochen von Marie Düe im Deutschen), ein Chow-Chow, der neben den Heelers wohnt und während des Spiels über Bluey und Bingo bestimmt.
- Die Terrier (gesprochen von Moritz Ost, Aykan Can Agoz und Jiyan Can Agoz im Deutschen), dreifache Zwergschnauzer-Brüder, die oft vorgeben, Soldaten zu sein.
- Jack Russel (gesprochen von Joshua Waga und Jannis Wendt im Deutschen), ein lebhafter Jack Russell Terrier mit Aufmerksamkeitsdefiziten, der Rustys bester Freund wird.
- Lila (gesprochen von Annabell Tanfal), eine gutherzige und schüchterne junge Malteserhündin, die Bingos beste Freundin im Kindergarten wird.
- Missy (gesprochen von Lilli Mechler im Deutschen), eine schüchterne Aussie Terrierin, der angedeutet wird, adoptiert zu sein.[8]
- Pom Pom (gesprochen von Rosa Blankenburg im Deutschen), eine schüchterne Spitz-Hündin, die mit Bluey und Bingo befreundet ist. Sie ist klein, aber robust und wird wegen ihrer geringen Größe oft verachtet.
- Onkel Stripe Heeler (gesprochen von Dan Brumm im original und Reinhard Scheunemann im Deutschen),[9] der Jüngste der drei Heeler-Brüder und Vater von Muffin und Socks.
- Tante Trixie Heeler (gesprochen von Myf Warhurst im original und Gabrielle Schramm-Philipp im Deutschen),[10] Onkel Stripes Frau und die Mutter von Muffin und Socks.
  - Warhurst spricht auch Indys Mutter, eine Afghanische Windhündin, die auf dem Markt Bio-Backwaren verkauft.[11]
- Mrs. Retriever (gesprochen von Ann Kerr im original und Silvia Mißbach im Deutschen),[12] eine Golden Retriever und Bingos Kindergärtnerin.
- Calypso (gesprochen von Megan Washington im original und Cathlen Gawlich im Deutschen),[10] eine Australian-Shepherd-Hündin (Blue Merle) und Blueys liebevolle Lehrerin.
- Pat/Lucky's Dad (gesprochen von Brad Elliot im original und Tim Sander im Deutschen),[13] ein Labrador Retriever und Luckys Vater, der neben den Heelers wohnt und sich oft in ihre Spiele einmischt.[14]
- Janelle/Luckys Mutter (gesprochen von Anna Daniels im original und Wencke Fiedler im Deutschen),[13] ein Labrador Retriever und Luckys und Chuckys gutherzige Mutter.
- Chris Heeler/Nana (gesprochen von Chris Brumm im original und Sonja Deutsch im Deutschen),[14] die Mutter von Bandit und Stripe und Großmutter ihrer Kinder.
- Bob Heeler (gesprochen von Ian McFadyen und Thomas Schmuckert im Deutschen),[15] Bandits und Stripes Vater und der Großvater ihrer Kinder.
  - Sam Simmons spricht die jüngere Version von Bob.[13][16]
- Onkel Radley „Rad“ Heeler (gesprochen von Patrick Brammall im original und Roman Wolko im Deutschen),[17] der Älteste der drei Heeler-Brüder, eine Kreuzung aus Red und Blue Heeler, der auf einer Bohrinsel arbeitet.
- Frisky (gesprochen von Claudia O’Doherty im original und Anja Rybiczka im Deutschen),[17] die Patentante von Bluey, die eine Beziehung zu Onkel Rad entwickelt. In der Folge „Das Schild“ (Staffel 3) heiraten die beiden.
- Mort/Grandad (gesprochen von Laurie Newman im original und Rainer Gerlach im Deutschen),[18] Chilis Vater und Blueys und Bingos Großvater, der in seiner Jugend in der Armee diente.
- Wendy (gesprochen von Beth Durack, Staffel 1 und 2; Emily Taheny, Staffel 3 im original und Almut Zydra im Deutschen), ein Chow-Chow und Judos Mutter, die neben den Heelers wohnt und oft von deren Spiel gestört oder ungewollt in dieses verwickelt wird.
- Doreen (gesprochen von Kelly Butler im original und Sabine Walkenbach im Deutschen), eine ältere Chien de Montagne des Pyrénées, die in der Nähe der Heelers wohnt und deren Nachbarin ist.

### Erwähnenswerte Gäste
- Surfer (gesprochen von Layne Beachley im original und Carmen Katt im Deutsch),[10] eine Shetland-Sheepdog-Hündin mit einer Leidenschaft für das Surfen.
- Postie (Stimme von Anthony Field im original und Stephan Baumecker im Deutsch), ein Catahoula Leopard Dog, der als Postbeamter arbeitet.[19][20]
  - Field spricht auch Rustys Vater, einen Red Kelpie, der bei der Armee ist.[21]
- Jacks Mama und Papa (gesprochen von Zoë Foster Blake und Hamish Blake im original und Stefan Weißenburger (als Jacks Papa) im Deutsch), ein Paar Jack Russell Terrier.[19][20]
- Alfie (gesprochen von Robert Irwin im original und Hannes Maurer im Deutsch),[22] ein Dingo, der als Kundendienstmitarbeiter im Spielzeugladen arbeitet.
- Bella/Cocos Mutter (gesprochen von Leigh Sales im original und Heike Beck und Hariett Kracht im Deutsch),[13] eine rosa Pudeldame und Cocos Mutter, die mit Chilli befreundet ist.
- Erzählerin der Wal-Doku (gesprochen von Natalie Portman), die Bluey und Bingo gemeinsam ansehen.[23]
- Major Tom (gesprochen von Lin-Manuel Miranda), ein Pferd in der Nähe von Blueys Schule, das in Calypsos Erzählung der Ereignisse eine Stimme erhält.[24]
- Brandy (gesprochen von Rose Byrne im original und Giuliana Jakobeit im Deutsch), Chilis ältere Schwester, eine Red Heeler, die seit vier Jahren von der Familie Heeler abwesend ist.[25]
- Die Mutter der Terrier (gesprochen von Carrie Bickmore),[26] die alleinerziehende Mutter der dreifachen Zwergschnauzer.

## Entwicklung

### Konzeption

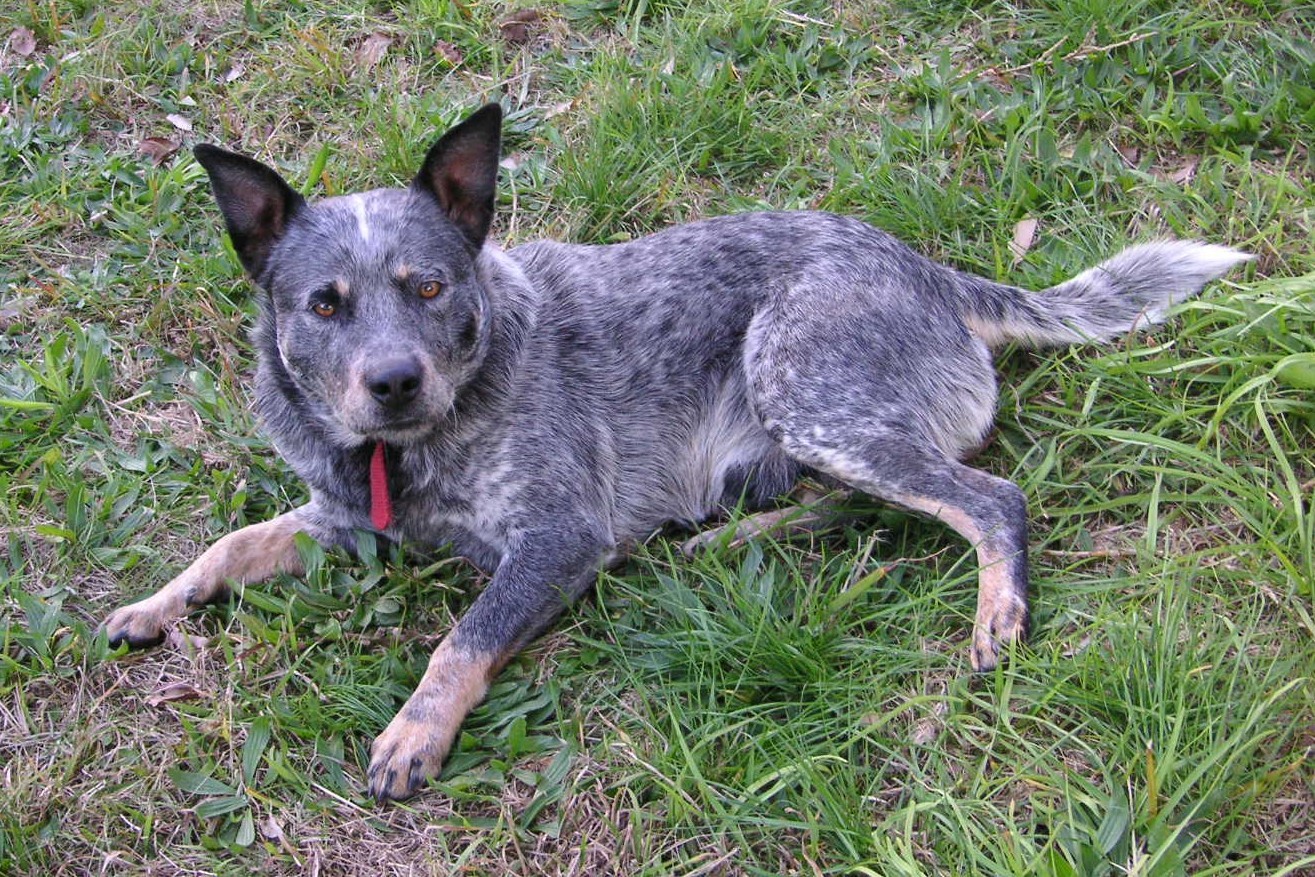
Ein Australian Cattle Dog, bekannt als „Blue Heeler“, dem die Figur Bluey nachempfunden ist.

Im Juli 2017 gaben die Australian Broadcasting Corporation (ABC) und die British Broadcasting Corporation (BBC) gemeinsam Bluey als Animationsserie für Kinder im Vorschulalter in Auftrag, die von der Produktionsfirma Ludo Studio aus Queensland entwickelt werden sollte. Die Produktion wurde von Screen Australia und Screen Queensland finanziert, wobei das einzigartige halbtropische Klima von Queensland als Schauplatz der Serie diente. Die Serie wurde von Joe Brumm geschaffen und von seinen Erfahrungen bei der Erziehung zweier Töchter inspiriert. Brumm wollte zeigen, wie wichtig es ist, dass Kinder an fantasievollen Spielen teilnehmen, und schuf die Titelfigur Bluey als Cattle Dog, um der Serie eine australische Stimme zu geben. Brumm hatte zuvor als freiberuflicher Animator an Kindersendungen im Vereinigten Königreich gearbeitet und beschloss, Bluey als Replik auf die Sendung Peppa Wutz für ein australisches Publikum zu schaffen. Er entwickelte die Idee 2016 unabhängig und produzierte einen einminütigen Pilotfilm mit seiner Firma Studio Joho und einem kleinen Team in seiner Freizeit. Brumm wandte sich an Ludo Studio, um die Serie zu entwickeln; die Mitbegründer Charlie Aspinwall und Daley Pearson stellten den Pilotfilm auf Konferenzen wie der MIPCOM in Frankreich vor. Brumm erklärte, dass der erste Pilotfilm einige „gefährliche“ Verhaltensweisen der Charaktere enthielt, die die Aufmerksamkeit der Studioleitung auf sich zogen; dazu gehörte, dass Bandit Bluey auf unsichere Weise auf eine Schaukel schubste. Anm. 1 Pearson drückte aus, dass es schwierig war, die Serie zu pitchen, da es sich nicht um ein High-Concept handelte, sondern eher um „eine Show über Familie und Spiele“.
Das Studio entwickelte eine fünfminütige Animationsprobe, die 2016 auf dem Asian Animation Summit in Brisbane vorgestellt wurde und dadurch von ABC- und BBC-Führungskräften wahrgenommen wurde. Michael Carrington von ABC sah sich die Präsentation an und sicherte dem Studio eine Finanzierung in Höhe von 20.000 US-Dollar für die Produktion eines verfeinerten, siebenminütigen Pilotfilms zu. Der neue Pilotfilm wurde 2017 auf dem Asian Animation Summit vorgestellt. Die beiden Sender bestellten offiziell 52 siebenminütige Episoden von Bluey, wobei die BBC 30 Prozent der Finanzierung übernahm und die globalen Rechte für den Vertrieb und das Merchandising erwarb. Die Serie wurde vollständig in Australien von einem lokalen Team produziert, von denen viele zum ersten Mal Animatoren aus Brisbane waren. Es wurde angekündigt, dass das Programm in Australien auf ABC Kids und anschließend auf CBeebies ausgestrahlt werden sollte.

### Produktion

#### Drehbücher

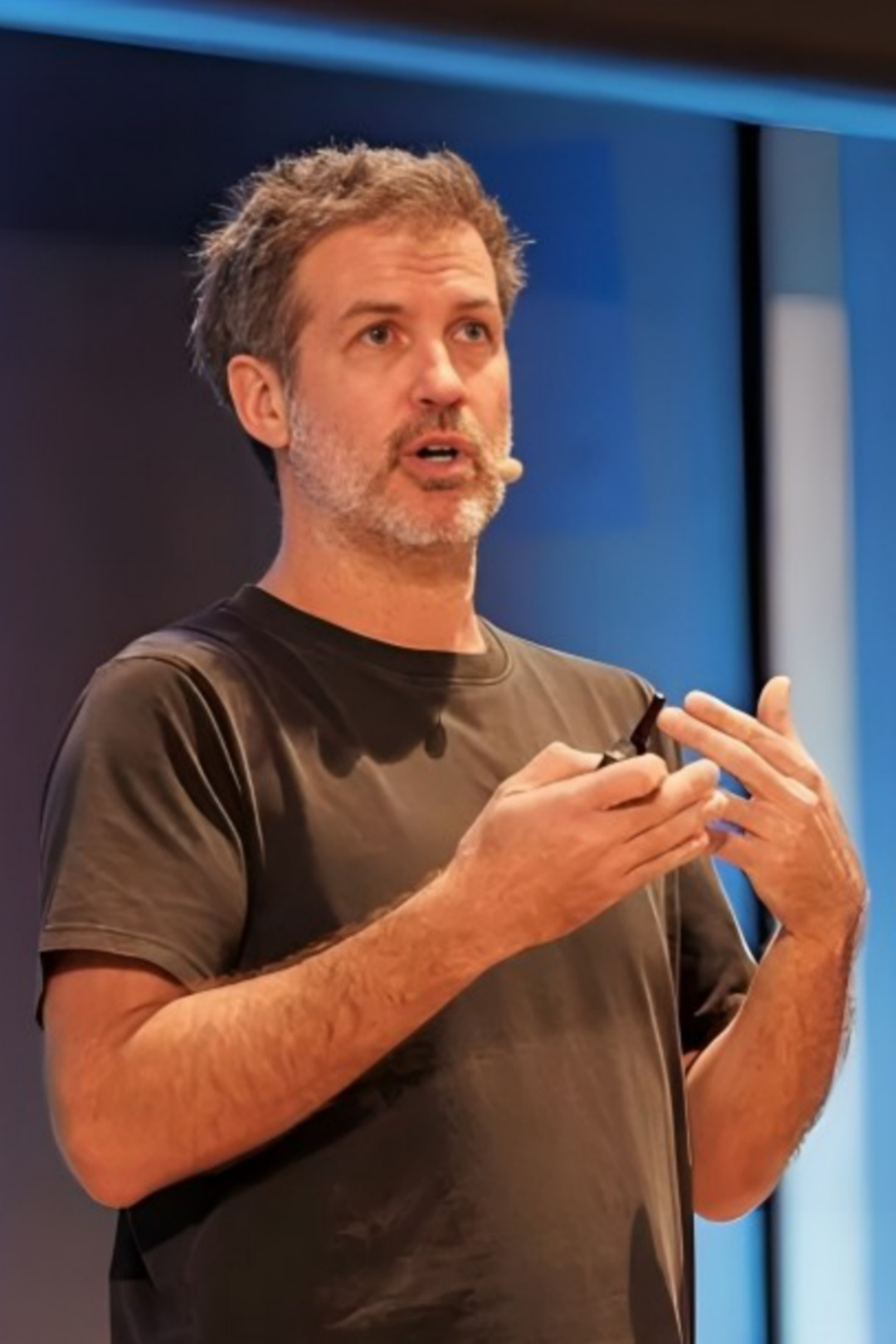
Serienschöpfer Joe Brumm (2024)

"There's no counting in Bluey, there's no learning this or that … just show ’em playing. It's to show parents that the kids aren't just mucking around. They’re learning to play, learning to share … and generally you can just put your feet up and let ’em do it.

„In Bluey gibt es kein Zählen, kein Lernen von diesem oder jenem … man zeigt ihnen einfach, wie sie spielen. Es geht darum, den Eltern zu zeigen, dass die Kinder nicht nur herumalbern. Sie lernen zu spielen, zu teilen … und im Allgemeinen kann man einfach die Füße hochlegen und sie machen lassen.“

Die Geschichten in Bluey zeigen Bluey und Bingo beim phantasievollen Spiel. Brumm wollte zeigen, dass selbstgesteuertes und unstrukturiertes Spiel ein natürlicher Weg ist, um Kinder zu formen und ihnen die Möglichkeit zu geben, sich zu entwickeln. Er zog Forschungen zum soziodramatischen Spiel zu Rate und las die Werke von Sara Smilansky und Vivian Paley, die beide aus der frühkindlichen Erziehung stammten. Die Episoden zeigen die Eltern als Begleiter ihrer Kinder, die ihnen erlauben, ihre unmittelbare Umgebung selbstständig zu erkunden, und ihnen Gelegenheit geben, Erwachsenenrollen zu üben. Brumm ließ sich für die Drehbücher von seinen eigenen Erfahrungen inspirieren, als er seine Töchter beim Spielen beobachtete, das für sie „so natürlich wie das Atmen“ war. Die Drehbücher der Serie zeigen, wie Kinder das Spiel nutzen können, um Lektionen zu lernen und die Welt der Erwachsenen in ihre eigene zu integrieren; Brumm bemerkte, wie seine Kinder Interaktionen wie Arztbesuche durch Rollenspiele nachstellten. Pearson erklärte, dass das Spiel die ersten Erfahrungen von Kindern mit Zusammenarbeit, Kooperation, Verantwortung und Gefühlen wie Eifersucht darstellt. Brumm entdeckte die Bedeutung des spielerischen Lernens, nachdem seine Tochter Schwierigkeiten mit der Schulbildung hatte, was ihn dazu veranlasste, Elemente des Lesens, Schreibens und Rechnens in Bluey wegzulassen und sich auf die Darstellung von Lebenskompetenzen zu konzentrieren. Brumm erklärte, dass er mit der Serie seine Erfahrungen als Elternteil darstellen wollte und nicht darauf abzielte, Kindern explizit etwas beizubringen. Seine kreativen Ziele waren, Kinder zum Lachen zu bringen und Eltern zu zeigen, was Kinder im Spiel lernen können.
Die Figuren von Bluey stehen jeweils für eine bestimmte Hunderasse, von denen einige aus Brumms persönlichem Leben stammen. Brumm hatte in seiner Kindheit einen Blue Heeler namens Bluey, außerdem einen Dalmatiner namens Chloe und einen Australian Red Kelpie namens Rusty, der in der frühen Entwicklungsphase der Serie die Titelfigur war. Bandit basiert auf einem Blue Heeler, der einem Freund seines Vaters gehörte. Bandits Karriere als Archäologe wurde von Brumms älterem Bruder Adam inspiriert.
Brumm schreibt die meisten Drehbücher für die Episoden. Aspinwall bezeichnete die Serie als „Beobachtungsserie“, die Brumms Familienleben darstellt, und Produzent Sam Moor beschrieb sie als „[Brumms] Leben auf dem Bildschirm“. Anm. 2 Brumms Schreibprozess beginnt manchmal damit, dass er sich Notizen über die Erlebnisse seiner Familie macht, einschließlich der Spiele, die seine Kinder spielen, und der Konflikte, die zwischen ihnen entstehen. Aus diesem Grund hat Brumm diesen Prozess als eine Herausforderung für andere Autoren der Serie beschrieben. Moor gab an, dass es außer Brumm nur wenige Autoren gibt, die meisten sind Animatoren, die an der Serie arbeiten. Die Sendung sollte ein gemeinsames Erlebnis für Eltern und ihre Kinder sein, das sie gemeinsam genießen können. Brumm beschrieb den Prozess des Schreibens jeder Episode als „eine Chance, einen Kurzfilm zu machen“. Die Konflikte und der Humor in den Episoden rühren von Bandits Beziehung zu seinen Töchtern her. Bluey wurde von Pearson als „rau und ungestüm“ beschrieben, wobei sowohl sie als auch Bingo die Stereotypen von weiblichen Charakteren unterlaufen, sondern vielmehr die Eigenschaften echter Welpen aufweisen. Dies hat dazu geführt, dass sich uninformierte Zuschauer fragten, ob es sich bei den Figuren um Jungen oder Mädchen handelt. Pearson begründete die Entscheidung, Bluey und Bingo als Mädchen darzustellen, mit der Ähnlichkeit zu den realen Familien von Brumm, Aspinwall und McCormack.[24] In Bezug auf den Humor der Serie sagte Brumm, es gebe viel körperliche Aktivität und „Verrücktheit“.

#### Storyboarding und Animation
Bluey wird hausintern im Ludo Studio in Brisbane, Fortitude Valley, animiert, wo etwa 50 Personen an dem Programm arbeiten. Costa Kassab ist einer der Art-Direktoren der Serie, dem zugeschrieben wird, dass er die Drehorte der Serie gezeichnet hat, die auf realen Orten in Brisbane basieren, darunter Parks und Einkaufszentren. Anm. 3 Brumm bestimmt die spezifischen Drehorte, die eingebunden werden sollen. Die Postproduktion der Serie findet extern in South Brisbane statt.
Ungefähr fünfzehn Episoden der Serie werden von dem Studio in verschiedenen Produktionsphasen gleichzeitig entwickelt. Nachdem die Ideen für die Geschichte entwickelt wurden, dauert der Prozess des Drehbuchschreibens bis zu zwei Monate. Die Episoden werden dann von Künstlern als Storyboard entworfen, die innerhalb von drei Wochen 500 bis 800 Zeichnungen anfertigen, während sie das Drehbuch des Autors berücksichtigen. Anm. 4 Nachdem das Storyboard fertiggestellt ist, wird ein Schwarz-Weiß-Animatic erstellt, dem die von den Sprechern unabhängig aufgenommenen Dialoge hinzugefügt werden. Die Episoden werden dann vier Wochen lang von Animatoren, Hintergrundkünstlern, Designern und Layout-Teams bearbeitet. Das gesamte Produktionsteam sieht sich eine fast fertige Episode von Bluey an einem Freitag an. Pearson erklärte, dass sich die Vorführungen im Laufe der Zeit zu Testvorführungen entwickelten, zu denen Mitglieder der Produktion ihre Familie, Freunde und Kinder mitbrachten, um die Episode zu sehen. Der gesamte Produktionsprozess für eine Episode dauert drei bis vier Monate. Moor beschrieb die Farbpalette der Sendung als „ein leuchtendes Pastell“.
Während der Abriegelung durch die COVID-19-Pandemie musste das 50-köpfige Produktionsteam von zu Hause aus an den Episoden arbeiten. Eine Notbesetzung von drei Personen arbeitete weiterhin im Studio an der Serie. Nachdem die Beschränkungen im Mai gelockert wurden, erhöhte sich diese Zahl auf zehn und später auf 20.
Zur Animation wird die Software CelAction 2D verwendet, die u. a. auch bei Peppa Wutz zum Einsatz kommt. Für die übrigen Prozessschritte kommen Produkte von Adobe Inc. zum Einsatz. Für das Compositing wird Adobe After Effects herangezogen, die Illustration erfolgt mittels Adobe Photoshop und Adobe Illustrator.

### Casting
In der Serie ist David McCormack von der Band Custard als Stimme von Blueys Vater, Bandit, zu hören. Ursprünglich wurde er gebeten, nur „ein paar Zeilen“ zu lesen, aber schließlich sprach er Bandit für den gesamten Pilotfilm. McCormack macht seine Sprachaufnahmen für die Serie remote in Sydney, die dann an die Produktionsfirma in Brisbane geschickt werden. Er gab an, dass er während der Aufnahmen keine anderen Sprecher hört oder Filmmaterial sieht und dass er seine eigene Stimme nicht verändert, um den Dialog von Bandit aufzunehmen. Melanie Zanetti ist die Stimme von Blueys Mutter Chilli; sie interessierte sich für die Serie, nachdem sie das Drehbuch für den Pilotfilm gelesen hatte. Anm. 5
Brumms Mutter, Chris Brumm, ist die Stimme von Nana Heeler, während sein jüngerer Bruder, Dan Brumm, die Stimme von Uncle Stripe ist und außerdem als Sounddesigner an der Serie mitwirkt. Die Kinderfiguren der Serie, einschließlich Bluey und Bingo, werden von einigen Kindern des Produktionsteams der Serie gesprochen.

### Musik
Joff Bush ist der Hauptkomponist von Bluey. Er hat die Hälfte des Soundtracks selbst geschrieben und leitet eine Gruppe weiterer Komponisten, darunter David Barber. Bush machte seinen Abschluss am Queensland Conservatorium, wo er Pearson kennenlernte, und arbeitete vor Bluey an Serien wie The Family Law und Australian Survivor. Bush hat erklärt, dass jede Episode ihren eigenen, einzigartigen Musikstil hat und er sich gerne in die Episoden einbringt, während sie geschrieben werden. Für die Aufnahmen werden regelmäßig Live-Instrumente gespielt. Jede Episode von Bluey wird individuell vertont, eine Entscheidung, die von Brumm getroffen wurde, der sich bei der Arbeit an der Serie im Vereinigten Königreich von den Originalkompositionen für Charlie und Lola inspirieren ließ.
Klassische Musik wird regelmäßig in der Untermalung verwendet, wobei Stücke wie Beethovens An die Freude und Mozarts Alla Turca (aus Sonate Nr. 11) von Komponisten interpretiert werden. Ein Stück aus Die Planeten von Gustav Holst ist in der Episode Schlaf gut prominent vertreten.
Bush komponierte den Titelsong für Bluey und er wurde für mehrere APRA Screen Music Awards nominiert, 2019 für den Soundtrack der Episode Ärgern, und 2020 für Verpackung. Er wurde 2022 für den APRA Award für den Preis Most Performed Screen Composer – Overseas nominiert und gewann den Preis 2023. Der Score der Serie wurde 2021 mit dem APRA Award für die beste Musik für Kindersendungen ausgezeichnet. Die Musik für Bluey wird von Universal Music Publishing im Auftrag von BBC Worldwide Music Publishing lizenziert. Der erste Soundtrack für die Serie von Bush, Bluey: The Album, wurde am 22. Januar 2021 veröffentlicht und erreichte bei seinem Debüt Platz 1 der australischen Musikcharts und war das erste Kinderalbum, das die Spitze der Charts in Australien erreichte. Bei den ARIA Awards 2021 wurde es als Bestes Kinderalbum ausgezeichnet und gewann außerdem den APRA Award 2021 für das beste Soundtrack-Album.
Ein zweiter Soundtrack, Dance Mode!, wurde am 21. April 2023 veröffentlicht.

### Zukunft
Die Produktion der dritten Staffel wurde im April 2022 abgeschlossen. Im Juli 2023 erklärte Pearson, dass das Produktionsteam eine kurze Pause von der Arbeit an neuen Episoden einlegen würde. Er verneinte, dass die Sendung nach der dritten Staffel enden würde, erklärte aber, dass es keine unmittelbaren Pläne für eine vierte Staffel gäbe. Vor der Produktionspause wurde eine Sammlung von Kurzfilmen produziert.

## Themen

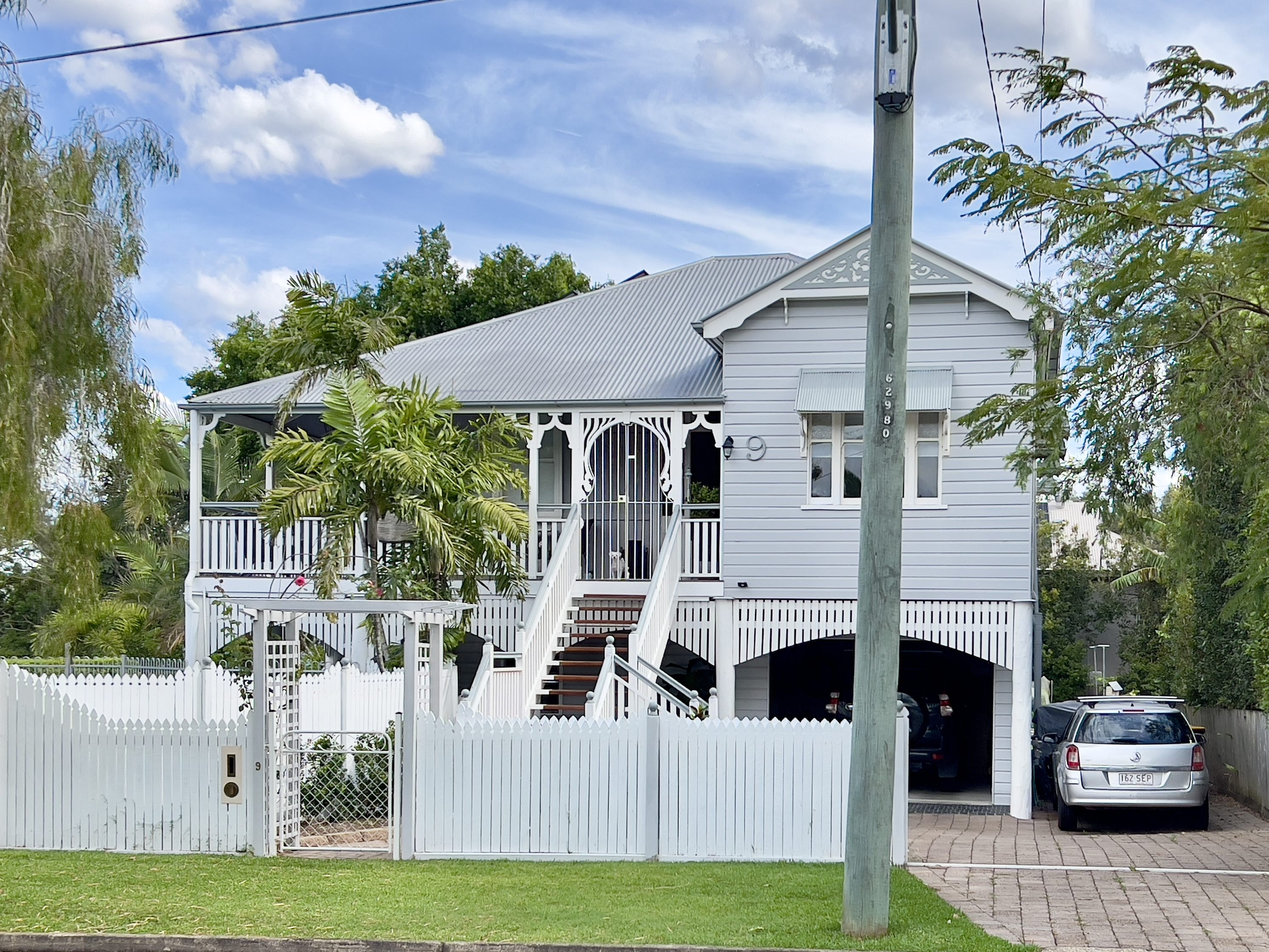
Die Wohnarchitektur der Queenslander inspiriert das Design der animierten Häuser in der Serie.

Ein zentrales Thema der Serie ist der Einfluss einer unterstützenden Familie; dies spiegelt sich in den Beziehungen zwischen Bluey, Bingo, Bandit und Chilli wider.  Die Familie Heeler wird als Kernfamilie dargestellt. Brumm war bestrebt, zeitgenössische Erziehungspraktiken widerzuspiegeln, indem beide Erwachsene als berufstätige Eltern gezeigt werden; Bandit als Archäologe und Chilli, die in Teilzeit bei der Flughafensicherheit arbeitet. Bethany Hiatt von The West Australian erklärt, dass die Serie die Realitäten der modernen Vaterschaft darstellt, wobei Bandit regelmäßig bei der Hausarbeit und beim fantasievollen Spiel mit seinen Kindern zu sehen ist. Chillis Rolle als Mutter wird dadurch beleuchtet, dass sie sowohl Arbeit als auch Familienleben unter einen Hut bringt. Ihre Kämpfe mit der Mutterschaft eines Neugeborenen und ihre Begegnungen mit dem Konkurrenzkampf in einer Elterngruppe werden durch Rückblenden dargestellt, in denen Bluey wichtige Entwicklungsschritte erlebt. Beide Elternteile werden gezeigt, wie sie die Emotionen ihrer Kinder anerkennen und bestätigen, z. B. Blueys Verzweiflung nach dem Tod eines Vogels. Bluey und Bingo werden in den Episoden gezeigt, wie sie ihre Geschwisterbeziehung meistern und lernen, zusammenzuarbeiten, Kompromisse zu schließen und Konflikte zu lösen. In den Episoden wird der zeitgenössische häusliche Lebensstil der Familie detailliert dargestellt, wobei Philippa Chandler vom Guardian die Serie als „sozialen Realismus“ bezeichnete.

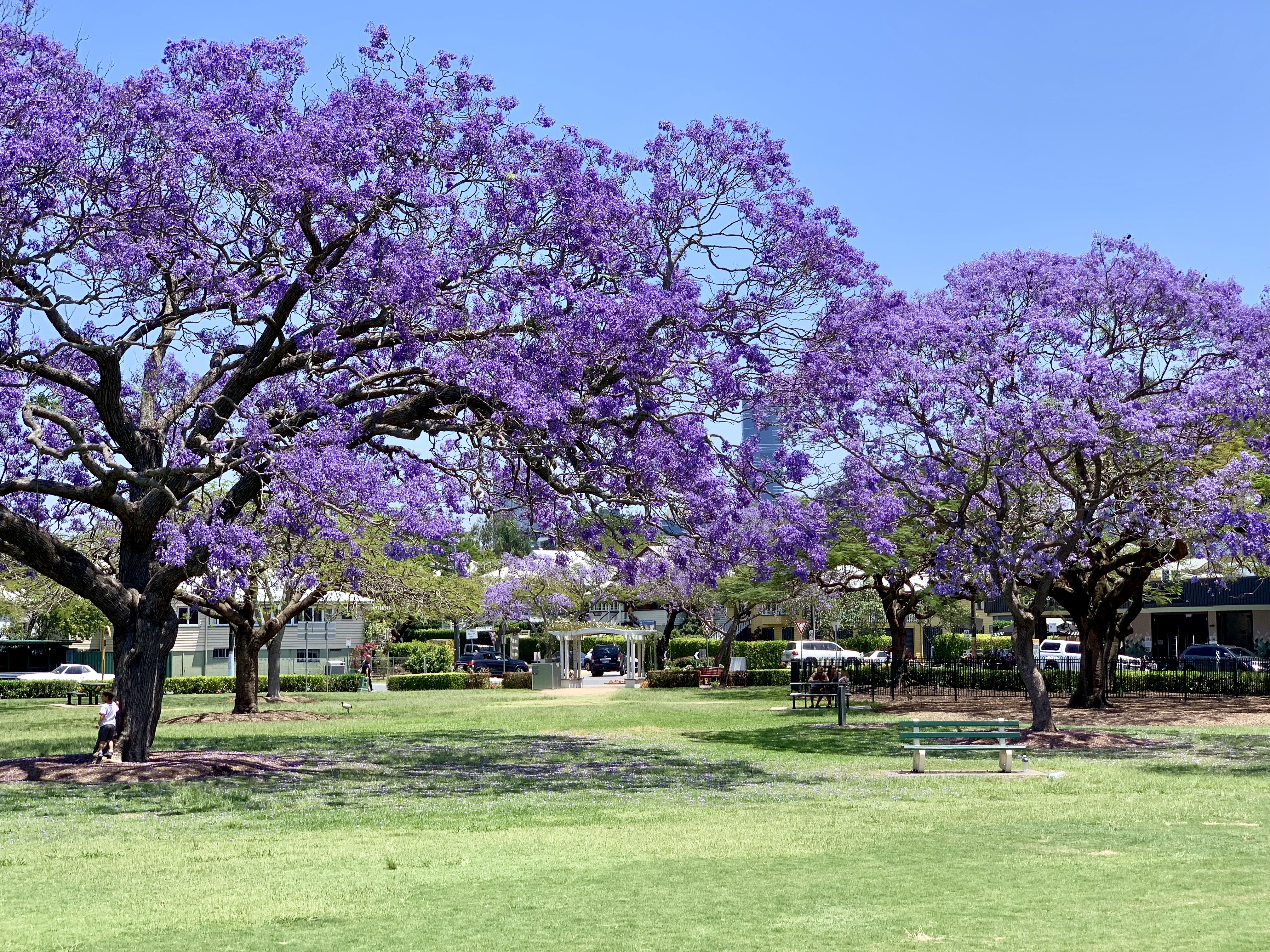
Jacaranda-Bäume werden in der Serie als Beispiel für die Flora Australiens vorgestellt.

Die Serie befasst sich auch mit der zeitgenössischen australischen Kultur und spielt im halbtropischen Queensland. Die Animation der australischen Architektur in der Serie soll die typischen Wohnhäuser der Queenslander in Brisbane widerspiegeln: hoch aufragende Vorstadthäuser mit charakteristischen Veranden vor Darstellungen der Skyline von Brisbane. Die Charaktere sprechen bei lokalen und englischsprachigen internationalen Ausstrahlungen mit australischem Akzent. Die Serie konzentriert sich auf den australischen Sinn für trockenen Humor, der häufig in den Dialogen zum Ausdruck kommt. In mehreren Episoden werden das Klima und die Natur Australiens erkundet. Die Charaktere treffen auf australische Wildtiere wie Flughunde, Wallabys, Jägerlieste und Ibisse. Auch die Flora Australiens wird in der Serie dargestellt, darunter Flammenbäume und Palisanderholzbäume.
Die Serie beleuchtet den australischen Sport durch die Einbeziehung der Rugby League; die Queensland Maroons und die New South Wales Blues werden in einer Darstellung der State of Origin gezeigt. Brumm äußerte jedoch, dass er die Stereotypen von Australien nicht übertreiben wollte.
Die Serie setzt sich für die Bedeutung des Spielens in der Kindheit ein. Bluey und Bingo sind das Vehikel, das zur Darstellung dieses Themas verwendet wird; in der Folge „Trampolin“ fordert Bandit Bluey auf, sich immer wieder neue Spiele auszudenken. Die Geschwister beteiligen sich am fantasievollen Spiel während „alltäglicher“ Aktivitäten wie Arztbesuchen oder dem Gang zum Supermarkt. Die Eltern werden gezeigt, wie sie sich am Spiel mit ihren Kindern beteiligen. Bluey und Bingo spielen auch mit ihren Freunden und lernen dabei, wie wichtig es ist, sich an Regeln zu halten. Die Figuren lernen durch ihr Spiel auch etwas über den Einfluss von Technologie, der Wirtschaft und der persönlichen Finanzen. Pearson hat erklärt, dass die Figuren durch ihr Spiel Emotionen wie Eifersucht und Bedauern erleben. Er bemerkte, dass es in der Serie zwar keinen Antagonisten gibt, diese Emotionen aber die zentralen Konflikte des Programms bilden.
Die Figur des Jack wird mit Aufmerksamkeitsdefiziten dargestellt; er sagt, dass er „nicht stillsitzen und sich nichts merken kann“. Bei der Online-Ankündigung der Figur lobten Eltern die Darstellung von Kindern mit Aufmerksamkeitsdefiziten.
Dougie wurde in der Folge Schildkröten-Junge als völlig gehörlose Figur eingeführt, die Auslan benutzt, um mit seiner Mutter zu kommunizieren; die Figur wird in Gebärdensprache gezeigt, steht aber nicht im Mittelpunkt der Handlung der Folge. Berater wurden hinzugezogen, um die Auslan-Zeichen authentisch zu animieren, und die Zuschauer lobten die Darstellung.
Die Episode Onesies spielt auf die Tatsache an, dass Chilis Schwester Brandy keine Kinder bekommen kann, und spricht damit das Thema Fruchtbarkeit an, ohne den Grund dafür zu nennen. Es wurde auch berichtet, dass The Show den Verlust einer Schwangerschaft subtil anspricht.

## Episodenliste
Die erste Staffel feierte ihre Premiere in Australien am 1. Oktober 2018 auf ABC Kids, mit 26 Episoden, die im Oktober täglich ausgestrahlt wurden. Die folgenden 25 Episoden der Serie wurden ab dem 1. April 2019 ausgestrahlt. Die letzte Episode der ersten Staffel, ein Weihnachtsspecial, wurde am 12. Dezember 2019 ausgestrahlt. Im März 2019 wurde berichtet, dass die Produktion einer zweiten Staffel mit 52 Episoden begonnen hatte; die Bestellung wurde im Mai offiziell bekannt gegeben. Die zweite Staffel feierte ihre Premiere am 17. März 2020, mit den ersten 26 Episoden, die bis April täglich ausgestrahlt wurden. Die restlichen Episoden wurden ab dem 25. Oktober 2020 ausgestrahlt, gefolgt von einem Weihnachtsspecial, das am 1. Dezember 2020 ausgestrahlt wurde, und einem Osterspecial, das am 4. April 2021 ausgestrahlt wurde. Die Vorgespräche für die dritte Staffel hatten im April 2020 begonnen; die Serienbestellung wurde im Oktober offiziell bekannt gegeben. Die dritte Staffel begann am 5. September 2021 mit einem Vatertagsspecial, gefolgt von weiteren Episodenblöcken ab dem 22. November 2021 und 13. Juni 2022. Ab dem 9. April 2023 wurde die Serie auf wöchentliche Episoden umgestellt; die Episoden wurden bis Juni sonntags ausgestrahlt. Eine 28-minütige Sonderfolge mit dem Titel The Sign sollte 2024 ausgestrahlt werden.

## Ausstrahlung und Veröffentlichung
Im Juni 2019 wurden die internationalen Senderechte an Bluey von The Walt Disney Company erworben, mit Plänen für eine Erstausstrahlung auf dem Disney-Junior-Fernsehsender und eine Ausstrahlung auf dem Streaming-Dienst Disney+ in allen Gebieten (außer Australien, Neuseeland und China) ab Ende 2019. Anm. 6 Die Serie feierte ihre Premiere auf Disney Junior in den Vereinigten Staaten am 9. September 2019 und wurde später auf Disney+ am 22. Januar 2020 und im Vereinigten Königreich am 1. Oktober 2020 ausgestrahlt. Die Serie wird im englischsprachigen Ausland mit den Original-Synchronsprechern gezeigt, nachdem die Produzenten zunächst gebeten wurden, die australischen Akzente der Figuren zu ersetzen. Die zweite Staffel debütierte am 10. Juli 2020 auf dem Disney Channel in den Vereinigten Staaten. Im Oktober 2019 debütierte Bluey in Neuseeland, wo sie auf TVNZ 2 ausgestrahlt und auf TVNZ OnDemand gestreamt wurde. Die erste Staffel feierte ihre australische Pay-TV-Premiere auf CBeebies am 4. Mai 2020. Im April 2021 debütierte sie im frei empfangbaren Fernsehen im Vereinigten Königreich, Singapur und Malaysia auf CBeebies. Die erste Hälfte der dritten Staffel wird seit dem 10. August 2022 auf Disney+ in Deutschland, den Vereinigten Staaten, im Vereinigten Königreich und in anderen lizenzierten Gebieten ausgestrahlt und wurde zu einem späteren Zeitpunkt auf Disneys Fernsehsendern gezeigt. Eine weitere Gruppe von Episoden wurde am 12. Juli 2023 ausgestrahlt und weitere Episoden wurden am 12. Januar 2024 veröffentlicht.
In Deutschland war die TV-Premiere am 28. Oktober 2019 bei Disney Junior. Seit der Einstellung des Senders läuft Bluey beim Disney Channel. Zudem läuft sie beim Video-on-Demand-Anbieter Disney+.

### DVD
Die Serie wurde zuerst in Australien von Universal Sony Pictures Home Entertainment und BBC Studios auf DVD vertrieben, wobei die ersten beiden Ausgaben mit den Titeln Magic Xylophone and Other Stories und Horsey Ride and Other Stories am 30. Oktober 2019 veröffentlicht wurden. Später folgten weitere Ausgaben. In den Vereinigten Staaten wurde die erste Staffel Anfang 2020 in zwei Ausgaben auf DVD veröffentlicht. Im Vereinigten Königreich wurde die erste Ausgabe im Oktober 2021 auf DVD veröffentlicht.

## Rezeption

### Kritische Rezeption
Bluey wurde von der Kritik positiv aufgenommen. Die Serie erhielt ein Gütesiegel von Common Sense Media, wobei die Rezensentin Emily Ashby die positiven familiären und sozialen Themen lobte. Philippa Chandler vom Guardian lobte Bluey für sein „kluges Drehbuch“ und die Darstellung des alltäglichen Familienlebens, wobei sie gleichzeitig anmerkte, dass sich die Serie durch ihren Queensland-Hintergrund von anderen Zeichentrickfilmen im Fernsehen abhebt. Leser des Elternblogs der New York Times wählten Bluey zu ihrer Lieblingsserie für Kinder und bezeichneten sie als charmant, intelligent und „sehr real“. Stephanie Convery vom Guardian bezeichnete die Serie als „zum Totlachen komisch“ und führte den Humor auf das „schrullige Verhalten“ der Kindercharaktere zurück. 2019 listete TV Week Bluey auf Platz 98 in ihrer Liste der 101 besten australischen Fernsehserien aller Zeiten auf. Obwohl sie erst seit 2018 ausgestrahlt wird, schrieb das Magazin, dass Bluey „die Herzen der Australier schneller als jede andere Zeichentrickfigur gestohlen hat“, und bezeichnete die Serie als „niedlich, lustig und modern“. Die Serie wurde auf Platz 14 der Junkee-Liste der 50 Fernsehprogramme, die das Jahrzehnt definierten, aufgeführt, in der sie als „ein absolutes Vergnügen“ beschrieben wurde. In einer vom Rolling Stone veröffentlichten Liste der 100 besten Sitcoms aller Zeiten wurde Bluey auf Platz 96 aufgeführt und war die einzige australische Serie, die dort vertreten war. Die Episode Schlaf gut wurde sehr positiv wahrgenommen: Regisseur Richard Jeffery erhielt 2021 einen Australian Directors’ Guild Award und die Folge gewann 2022 den Prix Jeunesse International Award in der Kategorie TV – Bis zu 6 Jahre Fiktion (Kinder).
Die Serie wurde für ihre konstruktiven Erziehungsbotschaften und die Darstellung von Bandit Heeler als positive Vaterfigur gelobt. Die Figur wurde für seine geduldige Art, seine Bereitschaft zur Hausarbeit und zum Spielen mit seinen Kindern gelobt. Jennifer McClellan von USA Today beschrieb Bandit als „sarkastisch, sympathisch und albern“. Er wurde als „emotional intelligenter“ empfunden als der Vater von Peppa Wutz. Reporter vom Guardian schrieben, dass die Botschaften der Serie über Elternschaft mit der veröffentlichten Literatur über elterliches Wohlergehen übereinstimmen und stellten fest, dass die Serie die Bedeutung des Spiels und des Erlernens sozialer Fähigkeiten für die Entwicklung von Kindern darstellt. McClellan würdigte die Familiendynamik der Figuren; sie beschrieb Chilli als „Stimme der Vernunft“ und merkte an, wie Bluey und Bingo lernen, mit ihrer Geschwisterbeziehung umzugehen. Convery merkte an, dass die Schwestern eine akkurate Darstellung von Kindern sind und dass die Rollen der Eltern nicht als stereotypisch für ihr jeweiliges Geschlecht dargestellt werden. Die Serie wurde im Internet auch für die Darstellung von Aufmerksamkeitsdefiziten durch die Figur des Jack und die Einbeziehung der Gebärdensprache Auslan durch Dougie, einer gehörlosen Figur, gelobt.
Die Website der Serie wurde dafür kritisiert, dass in der Charakterbeschreibung von Chilli angedeutet wurde, dass ihre Rückkehr zu einer Teilzeitbeschäftigung sie daran hindert, sich als Elternteil so stark zu engagieren wie andere Mütter. Die Beschreibung wurde später geändert. In einem anderen Fall entschuldigte sich der ABC im August 2020 für die Verwendung des Begriffs „ooga booga“ in den Episoden Teasing und Flat Pack, der in einer Zuschauerbeschwerde als Begriff mit „rassistischen Konnotationen und einer problematischen Geschichte für indigene Australier“ beschrieben wurde. ABC behauptete, der Begriff sei nur als „respektloser, von Kindern erfundener Reim-Slang“ gedacht gewesen, und bekräftigte sein Engagement gegen Diskriminierung. Die beiden Episoden wurden vorübergehend aus dem Programm genommen, bevor der Begriff entfernt wurde, was bei den Zuschauern gemischte Reaktionen hervorrief. Außerdem wurde die Episode In Form in den sozialen Medien kritisiert, weil die Zuschauer eine Szene als Fatshaming empfanden; die Episode wurde später bearbeitet, um die Szene zu entfernen.

## Zuschauerzahlen
Bluey hat auf ABC Kids in Australien konstant hohe Einschaltquoten und war 2018 und 2019 die meistgesehene Kindersendung auf allen Kanälen. Die Live-Sendung mit der höchsten Einschaltquote, die letzte Folge der zweiten Staffel, Easter, hatte am 4. April 2021 mit 607.000 Zuschauern Premiere. Sie war die meistgesehene Sendung aller frei empfangbaren Kanäle und die drittmeistgesehene Sendung insgesamt. Im Jahr 2019 war die Serie die meistgesehene Sendung durch zeitversetztes Fernsehen.
Im März 2019 wurde berichtet, dass Bluey mit insgesamt 21,3 Millionen Episoden das am häufigsten heruntergeladene Programm in der Geschichte des Video-on-Demand- und Catch-up-TV-Dienstes ABC iview von ABC war. Innerhalb eines Jahres nach der Premiere der Serie stieg diese Zahl auf 152 Millionen, und bis Mai 2020 wurden 261 Millionen Episoden der ersten Staffel abgerufen. Es wurde auch berichtet, dass bis Mai 43 Millionen Episoden der zweiten Staffel abgerufen wurden. Bis Mai 2021 hatten die Episoden beider Staffeln über 480 Millionen Abrufe.

## Auszeichnungen
| Auszeichnung                             | Jahr | Preisträger und Nominierte       | Kategorie                                                       | Ergebnis        | Belege          |
| ---------------------------------------- | ---- | -------------------------------- | --------------------------------------------------------------- | --------------- | --------------- |
| AACTA Awards                             | 2019 | Bluey                            | Best Children’s Program                                         | Gewonnen        | [ 114 ]         |
| AACTA Awards                             | 2020 | Bluey                            | Best Children’s Program                                         | Gewonnen        | [ 115 ]         |
| AACTA Awards                             | 2021 | Bluey                            | Best Children’s Program                                         | Gewonnen        | [ 116 ]         |
| AACTA Awards                             | 2022 | Bluey                            | Best Children’s Program                                         | Gewonnen        | [ 117 ]         |
| APRA Screen Music Awards                 | 2019 | Joff Bush (für Ärgern)           | Best Music for Children’s Television                            | Nominiert       | [ 46 ]          |
| APRA Screen Music Awards                 | 2020 | Joff Bush (für Verpackung)       | Best Music for Children’s Television                            | Nominiert       | [ 47 ]          |
| APRA Screen Music Awards                 | 2021 | Joff Bush                        | Best Music for Children’s Programming                           | Gewonnen        | [ 48 ]          |
| APRA Screen Music Awards                 | 2021 | Bluey: The Album                 | Best Soundtrack Album                                           | Gewonnen        | [ 48 ]          |
| APRA Screen Music Awards                 | 2022 | Joff Bush                        | Most Performed Screen Composer – Overseas                       | Nominiert       | [ 118 ]         |
| APRA Screen Music Awards                 | 2023 | Joff Bush                        | Most Performed Screen Composer – Overseas                       | Gewonnen        | [ 119 ]         |
| ARIA Awards                              | 2021 | Bluey: The Album                 | Best Children’s Album                                           | Gewonnen        | [ 52 ]          |
| Asian Academy Creative Awards            | 2020 | Bluey                            | Best Preschool Programme                                        | Gewonnen        | [ 120 ]         |
| Asian Academy Creative Awards            | 2022 | Bluey (für Regen und Märchen)    | Best Preschool Programme                                        | Gewonnen        | [ 121 ]         |
| Australian Book Industry Awards          | 2020 | Bluey (für Der Strand, Penguin)  | Children’s Picture Book of the Year (Ages 0–6)                  | Gewonnen        | [ 122 ] [ 123 ] |
| Australian Book Industry Awards          | 2020 | Bluey (für Der Strand, Penguin)  | Book of the Year                                                | Gewonnen        | [ 122 ] [ 123 ] |
| Australian Book Industry Awards          | 2021 | Bluey (für Am Fluss, Penguin)    | Children’s Picture Book of the Year (Ages 0–6)                  | Nominiert       | [ 124 ]         |
| Australian Directors’ Guild Awards       | 2021 | Richard Jeffery (für Schlag gut) | Best Direction in a Children’s TV or SVOD Drama Program Episode | Gewonnen        | [ 102 ]         |
| BAFTA Children & Young People Awards     | 2022 | Bluey                            | International                                                   | Gewonnen        | [ 125 ]         |
| Australian Toy Association               | 2020 | Bluey (Moose Toys)               | Preschool License of the Year                                   | Gewonnen        | [ 81 ]          |
| Banff World Media Festival Rockie Awards | 2021 | Bluey                            | Animation: Preschool (0–4)                                      | Gewonnen        | [ 126 ]         |
| Critics’ Choice Television Awards        | 2022 | Bluey                            | Best Animated Series                                            | Nominiert       | [ 127 ]         |
| Critics’ Choice Television Awards        | 2023 | Bluey                            | Best Animated Series                                            | Nominiert       | [ 128 ]         |
| Critics’ Choice Television Awards        | 2024 | Bluey                            | Best Animated Series                                            | Nominiert       | [ 129 ]         |
| International Emmy Kids Awards           | 2019 | Bluey                            | Kids: Preschool                                                 | Gewonnen        | [ 130 ]         |
| Kidscreen Awards                         | 2021 | Bluey                            | Preschool Programming – Best Animated Series                    | Gewonnen        | [ 131 ]         |
| Kidscreen Awards                         | 2021 | Bluey                            | Creative Talent – Best Directing                                | Gewonnen        | [ 131 ]         |
| Kidscreen Awards                         | 2021 | Bluey                            | Creative Talent – Best Writing                                  | Gewonnen        | [ 131 ]         |
| Kidscreen Awards                         | 2021 | Bluey                            | Creative Talent – Best Music                                    | Gewonnen        | [ 131 ]         |
| Kidscreen Awards                         | 2023 | Bluey (für Staffel 3)            | Preschool Programming – Best Animated Series                    | Gewonnen        | [ 132 ]         |
| Logie Awards                             | 2019 | Bluey                            | Most Outstanding Children’s Program                             | Gewonnen        | [ 133 ]         |
| Logie Awards                             | 2022 | Bluey                            | Most Outstanding Children’s Program                             | Gewonnen        | [ 134 ]         |
| Logie Awards                             | 2023 | Bluey                            | Most Outstanding Children’s Program                             | Nominiert       | [ 135 ]         |
| Prix Jeunesse International Awards       | 2020 | Bluey                            | TV – Up to 6 Years Fiction (Children’s)                         | Nominiert       | [ 136 ]         |
| Prix Jeunesse International Awards       | 2022 | Bluey (für Schlaf gut)           | TV – Up to 6 Years Fiction (Children’s)                         | Gewonnen        | [ 45 ]          |
| Screen Producers Australia Awards        | 2019 | Bluey                            | Animated Series Production of the Year                          | Gewonnen        | [ 137 ]         |
| Screen Producers Australia Awards        | 2019 | Bluey                            | Screen Business Export of the Year                              | Gewonnen Anm. 7 | [ 137 ]         |
| Screen Producers Australia Awards        | 2022 | Bluey (für Staffel 2)            | Children’s Series Production of the Year                        | Gewonnen        | [ 138 ]         |
| Television Critics Association Awards    | 2021 | Bluey                            | Outstanding Achievement in Children's Programming               | Nominiert       | [ 139 ]         |
| Television Critics Association Awards    | 2023 | Bluey                            | Outstanding Achievement in Children's Programming               | Gewonnen        | [ 140 ]         |
| TV Blackbox Awards                       | 2021 | Bluey                            | Most Popular Children’s Show                                    | Gewonnen        | [ 141 ]         |
| TV Tonight Awards                        | 2019 | Bluey                            | Best Kid’s Show                                                 | Gewonnen        | [ 142 ]         |
| TV Tonight Awards                        | 2020 | Bluey                            | Best Kid’s Show                                                 | Gewonnen        | [ 143 ]         |
| TV Tonight Awards                        | 2021 | Bluey                            | Best Kid’s Show                                                 | Gewonnen        | [ 144 ]         |
| TV Tonight Awards                        | 2022 | Bluey                            | Best Kid’s Show                                                 | Gewonnen        | [ 145 ]         |
| TV Tonight Awards                        | 2023 | Bluey                            | Best Kid’s Show                                                 | Gewonnen        | [ 146 ]         |

## Andere Medien

### Bücher
Im April 2019 ging BBC Studios eine Partnerschaft mit Penguin Random House Australia ein und schloss einen Vertrag über die Veröffentlichung von drei Bluey-Büchern bis Ende 2019 ab. The Beach, Fruit Bat und ein Sticker-Aktivitätsbuch mit dem Titel Time to Play wurden am 5. November 2019 veröffentlicht. Alle drei Bücher wurden als die meistverkauften Veröffentlichungen in den wöchentlichen australischen Buchcharts vom November 2019 anerkannt, und hatten bis Januar 2020 insgesamt 350.000 Exemplare verkauft. Die Verkaufszahlen der ersten neun Bücher erreichten im Juni 2020 insgesamt 1 Million Exemplare und die Zahl aller Bücher erreichte im Oktober 2022 5 Millionen. Im September 2020 wurde die Partnerschaft mit Penguin Random House um die weltweiten Vertriebsrechte erweitert, so dass die Bücher auch in den Vereinigten Staaten und im Vereinigten Königreich veröffentlicht werden konnten.

### Merchandise
Das australische Unternehmen Moose Toys wurde im Juni 2019 zum globalen Spielzeugpartner für Bluey ernannt; das Unternehmen kündigte an, dass die Spielzeuge bis Ende 2019 in Australien und später in den Vereinigten Staaten auf den Markt kommen würden. Plüschfiguren von Bluey und Bingo kamen im November auf den Markt, und ein Figuren-Set wurde im Dezember veröffentlicht. Die Plüschfigur Bluey stand an der Spitze der Toys-“R”-Us-Veröffentlichungscharts für Weihnachten 2019, während die Nachfrage nach der Plüschfigur Bingo die Anzahl der an die Geschäfte gelieferten Spielzeuge überstieg. Bis Dezember wurden in Australien über 100.000 Plüschfiguren verkauft. Die Spielzeuge wurden im Juni 2020 in den Vereinigten Staaten eingeführt.
Im Januar 2020 brachte Bluey in Zusammenarbeit mit Bonds ein Bekleidungssortiment für Kinder auf den Markt, darunter Schlafanzüge und Socken mit Charaktermotiven. Ein umfassenderes Bekleidungssortiment wurde im März im australischen Einzelhandel erhältlich, darunter Kleidung, Nachtwäsche und Unterwäsche. Eine Reihe von Schlafanzügen für Erwachsene wurde im Mai 2020 in den Peter-Alexander-Filialen herausgebracht, die sich zur am schnellsten verkauften Kollektion in der Geschichte des Einzelhändlers entwickelte. Geburtsurkunden mit Bluey-Motiven wurden ab März für die Einwohner von Queensland zur Verfügung gestellt. Die Bauer Media Group brachte im Mai die erste Ausgabe eines monatlichen Bluey-Magazins heraus. In Deutschland erscheint das Magazin seit Februar 2024 alle zwei Monate vom Zeitschriftenverlag Blue Ocean Entertainment mit einer Auflage von 45.000 Stück. Eine Lifestyle-Reihe von Kindermöbeln wurde im Juni 2020 veröffentlicht.

### Computerspiele
Das Handyspiel Bluey: Lass uns spielen (Bluey: Let's Play!) wurde von Budge Studios im August 2023 für iOS und Android veröffentlicht. Es Spiel erhielt Aufmerksamkeit für seine Mikrotransaktionen.
Ein Konsolenspiel mit dem Titel Bluey: Das Videospiel (Bluey: The Videogame) wurde am 17. November 2023 für Microsoft Windows, PlayStation 4, PlayStation 5, Nintendo Switch, Xbox One und Xbox Series veröffentlicht. Das Spiel, das von Artax Games entwickelt und von Outright Games veröffentlicht wurde, ist ein interaktives Sandbox-Spiel mit einer originellen Geschichte und wird von den Synchronsprechern der Serie gesprochen.

### Theaterstück
2019 wurde eine Bühnenshow mit dem Titel Bluey’s Big Play entwickelt, die in fünfzig Theatern in ganz Australien gezeigt wurde und in der die Figuren der Serie auftraten. Die Live-Bühnenshow mit dem Titel Bluey’s Big Play wurde in fünfzig Theatern in ganz Australien aufgeführt und zeigte die Figuren aus der Serie. Die Tournee sollte ursprünglich im Mai 2020 beginnen, wurde aber aufgrund von Beschränkungen im Zusammenhang mit der COVID-19-Pandemie verschoben. Nachdem die Beschränkungen gelockert wurden, fanden im Januar 2021 zwei Voraufführungen im Canberra Theatre Centre statt, bevor weitere Shows im ganzen Land folgten. Bluey’s Big Play tourte auch durch die Vereinigten Staaten und feierte im November 2022 im Hulu Theater (Madison Square Garden) Premiere. Das Stück wurde im Dezember 2023 im Vereinigten Königreich und in Irland uraufgeführt. Eine zusätzliche Spielzeit der Produktion in Australien begann im Dezember 2023 in Brisbane.

### Weitere
Ein Ballon der Figur Bluey war im November 2022 bei der traditionellen Macy’s Thanksgiving Day Parade in New York City zu sehen und war auch bei der Parade 2023 dabei.
Ein von ABC produzierter Podcast mit dem Titel Behind Bluey wurde erstmals am 10. April 2023 veröffentlicht, in dem Brumm und andere Kreative über die Produktion der Serie und die letzten Folgen sprechen.
Im Northshore Pavilion in Hamilton, Queensland wird derzeit eine Touristenattraktion mit dem Titel Bluey’s World entwickelt, die voraussichtlich im August 2024 eröffnet wird. Die interaktive Attraktion wird die Schauplätze der Serie auf einer Fläche von 4.000 Quadratmetern in Lebensgröße nachstellen.